# Crash Landing (지미 헨드릭스의 음반)
| 전문가 평가              | 전문가 평가 |
| 평가 점수                | 평가 점수   |
| 출처                     | 점수        |
| ------------------------ | ----------- |
| AllMusic                 | [ 1 ]       |
| Christgau's Record Guide | B+          |

《Crash Landing》은 미국의 기타리스트 지미 헨드릭스의 사후 컴필레이션 음반이다. 이 음반은 1975년 3월과 8월에 각각 미국과 영국에서 발매되었다. 이 음반은 앨런 더글러스가 프로듀싱한 첫 번째 헨드릭스 음반이었다.

## 배경
지미 헨드릭스는 1970년 사망하기 전, 더블 스튜디오 음반으로 기획된 작품을 준비 중이었다. 이 음반은 《First Rays of the New Rising Sun》, 《People, Hell & Angels》, 《Strate Ahead》 등 다양한 제목으로 불렸다. 헨드릭스가 의도했던 이 음반의 대부분의 곡들은 세 장의 사후 발매 단일 음반에 분산되어 수록되었다. 해당 음반은 《The Cry of Love》 (1971년), 《Rainbow Bridge》 (1971년), 《War Heroes》 (1972년)이며, 이 중 《Rainbow Bridge》와 《War Heroes》는 데모 트랙, 라이브 트랙, 미공개 스튜디오 트랙 등을 포함해 음반 구성을 채웠다. 1973년 말, 그의 국제 음반사는 《Loose Ends》라는 제목의 음반 발매를 준비하였다. 이 음반에는 여덟 곡이 수록되었으며, 그중 여섯 곡은 일반적으로 미완성이거나 수준 이하의 곡으로 평가되었다. 수록곡 가운데 완성된 것으로 간주되는 두 곡은 〈The Stars That Play with Laughing Sam's Dice〉와 밥 딜런의 곡 〈The Drifter's Escape〉 커버로, 전자는 1968년 유럽과 일본에서 발매된 《Smash Hits》에 원래의 모노 믹스로 B-사이드로 수록되었던 곡을 리믹스한 스테레오 버전이다. 이 두 곡은 이후 1997년에 발매된 《South Saturn Delta》 CD에 재수록되었다. 《Loose Ends》는 수록곡들의 완성도 문제로 인해 미국의 리프리즈 레코드에서는 정식으로 발매되지 않았다.
헨드릭스는 1969년과 1970년에 걸쳐 상당한 시간을 스튜디오에서 보내며 다수의 곡을 녹음하였고, 이 중 일부는 완성에 가까운 상태였다. 이러한 작업은 사후 발매를 위한 잠재적 자료로 활용될 수 있었다. 헨드릭스 사망 이후인 1973년, 그의 매니저 앨런 더글러스가 고용되어 이전의 사후 음반들에 사용되지 않은 수백 시간 분량의 녹음 자료를 평가하였다. 〈Peace in Mississippi〉, 〈Somewhere〉, 〈Stone Free〉는 오리지널 지미 헨드릭스 익스피리언스 라인업과 함께 녹음된 곡들이다. 반면, 《Crash Landing》 음반에 사용된 나머지 곡들은 대부분 헨드릭스가 베이시스트 빌리 콕스와 함께 녹음한 것으로, 드럼은 미치 미첼 또는 버디 마일스가 맡았으며, 한 곡에서는 로키 아이잭스가 드럼을 연주하였다.

## 논란
《Crash Landing》은 앨런 더글러스가 프로듀싱한 첫 번째 지미 헨드릭스 사후 음반으로, 발매 즉시 논란을 불러일으켰다. 음반의 라이너 노트에 따르면 더글러스는 헨드릭스를 한 번도 만난 적이 없는 여러 세션 음악가들을 기용해 기타, 베이스, 드럼, 퍼커션 파트를 새로 녹음하거나 오버더빙하였으며, 이에 따라 원래의 연주자들의 기여분이 삭제되고 곡의 분위기 또한 달라졌다. 다만 헨드릭스의 보컬과 기타 연주는 유지되었다. 이러한 조치는 미완성 상태의 곡이나 데모 형식으로 녹음된 곡에 마무리 작업을 더하기 위한 것으로 보인다. 더글러스는 또한 타이틀곡에 여성 백업 보컬도 추가하였다. 이 음반은 미국에서 5위, 영국에서는 35위를 기록하며 《The Cry of Love》 이후 가장 높은 차트 순위를 기록했다. 캐나다에서는 5위에 올랐으며, 해당 연도의 연말 차트에서는 38위를 차지하였다.

## 곡 목록
모든 곡들은 지미 헨드릭스에 의해 작사/작곡하였다.
| #  | 제목                           | 재생 시간 |
| -- | ------------------------------ | --------- |
| 1. | 〈Message to Love〉            | 3:4       |
| 2. | 〈Somewhere Over the Rainbow〉 | 3:30      |
| 3. | 〈Crash Landing〉              | 4:14      |
| 4. | 〈Come Down Hard on Me〉       | 3:16      |

| #  | 제목                     | 재생 시간 |
| -- | ------------------------ | --------- |
| 1. | 〈Peace in Mississippi〉 | 4:21      |
| 2. | 〈With the Power〉       | 3:28      |
| 3. | 〈Stone Free Again〉     | 3:25      |
| 4. | 〈Captain Coconut〉      | 4:06      |